# Нобелова награда за химия
Нобеловата награда за химия (на шведски: Nobelpriset i kem) се присъжда ежегодно от Кралската шведска академия на науките на учени в разни области на химията.
Тя е сред 5-те Нобелови награди, учредени през 1895 г. съгласно завещанието на шведския индустриалец и изобретател Алфред Нобел.

## Списък на лауреатите

### 1900 – 1909
| Година | Име                   | Тема |
| ------ | --------------------- | --- |
| 1901   | Якоб Хендрик Вант Хоф | „В знак на признание за огромното значение на откриването на законите за химичната динамика и осмотичното налягане в разтворите“.                                                   |
| 1902   | Херман Емил Фишер     | „За експериментите му в областта на синтеза на вещества със захаридни и пуринони групи“.                                                                                            |
| 1903   | Сванте Август Арениус | „Премията се присъжда в знак на признание за особеното значение на неговата теория на електролитната дисоциация за развитието на химията“.                                          |
| 1904   | Сър Уилям Рамзи       | „В знак на признание за откритите от него инертни газове в атмосферата и определянето на техните места в периодичната система“.                                                     |
| 1905   | Адолф фон Байер       | „За приноса му в развитието на органичната химия и химичната промишленост, благодарение на неговите изследвания в областта на органичните оцветители и хидроароматните съединения“. |
| 1906   | Анри Моасан           | „За изолирането на елемента флуор и за въвеждането в лабораторната и промишлената практика на електрическата пещ, носеща неговото име“.                                             |
| 1907   | Едуард Бухнер         | „За проведената научноизследователска работа в областта на биохимията и откритието на извънклетъчната ферментация“.                                                                 |
| 1908   | Ърнест Ръдърфорд      | „За проведените от него изследвания в областта на радиоактивния разпад на елементите в химията на радиоактивните вещества“.                                                         |
| 1909   | Вилхелм Оствалд       | „В знак на признателност за работата му по катализата, а също и за изследването на основните принципи за регулиране на химичното равновесие и скоростта на реакциите“.              |

### 1910 – 1919
| Година | Име                     | Тема |
| ------ | ----------------------- | --- |
| 1910   | Ото Валах               | „Заради достиженията за развитието на органичната химия и химическата промишленост, както и за пионерския му труд в областта на алициклените съединения“. |
| 1911   | Мария Кюри              | „За откриването на елементите радий и полоний, за изолирането на радия и изучаването на природата на този забележителен елемент“.                         |
| 1912   | Виктор Гриняр           | „За откриването на гриняровия реактив, способствал развитието на органичната химия“.                                                                      |
| 1912   | Пол Сабатие             | „За метода на хидрогениране на органичните съединения в присъствието на финодиспергирани метали, рязко стимулирал развитието на органичната химия“.       |
| 1913   | Алфред Вернер           | „За изучаването природата на връзките между атомите в неорганичните молекули“.                                                                            |
| 1914   | Теодор Ричардс          | „За точното определяне атомната маса на повечето химични елементи“.                                                                                       |
| 1915   | Рихард Вилщетер         | „За изследването на растителните пигменти и най-вече на хлорофила“.                                                                                       |
| 1916   | Не се присъжда награда. | Не се присъжда награда. |
| 1917   | Не се присъжда награда. | Не се присъжда награда. |
| 1918   | Фриц Хабер              | „За синтеза на амоняка от съставните му елементи“. |
| 1919   | Не се присъжда награда. | Не се присъжда награда. |

### 1920 – 1929
| Година | Име                                  | Тема |
| ------ | ------------------------------------ | --- |
| 1920   | Валтер Нернст                        | „В знак на признание за неговата работа по термодинамиката“. |
| 1921   | Фредерик Соди                        | „За приноса му в химията на радиоактивните вещества и за изследването на произхода и природата на изотопите“.                                                                |
| 1922   | Франсис Астън                        | „За отриването на голям брой изотопи на нерадиоактивни елементи, с помощта на изобретения от него мас-спектрометър, както и за формулирането на правилото за целочисленост“. |
| 1923   | Фриц Прегл                           | „За изобретяването на метода за микроанализ на органичните вещества“. |
| 1924   | Не се присъжда награда.              | Не се присъжда награда. |
| 1925   | Рихард Зигмонди                      | „За установяването на хетерогенната природа на колоидните разтвори и за разработените в тази насока методи, имащи фундаментално значение за колоидната химия“.               |
| 1926   | Теодор Сведберг                      | „За неговата работа в областта на дисперсните системи“. |
| 1927   | Хайнрих Виланд                       | „За изследването на жлъчната киселина и сходните ѝ вещества“. |
| 1928   | Адолф Виндаус                        | „За работата му по изучаването строежа на стеролите и тяхната връзка с витамините“.                                                                                          |
| 1929   | Артър Хардън и Ханс фон Ойлер-Келпин | „За техните изследвания върху захарната ферментация и ферментните ензими“.                                                                                                   |

### 1930 – 1939
| Година | Име                                   | Тема |
| ------ | ------------------------------------- | --- |
| 1930   | Ханс Фишер                            | „За изследванията му върху хемина и хлорофила и особено за синтеза на хемина“.                                                                          |
| 1931   | Карл Бош и Фридрих Бергиус            | „Заслуга за въвеждането и развитието на химичните технологии с високо налягане“.                                                                        |
| 1932   | Ървинг Лангмюр                        | „За откритията и изследванията в областта на химията на повърхностните явления“.                                                                        |
| 1933   | Не се присъжда награда.               | Не се присъжда награда. |
| 1934   | Харолд Юри                            | „За откриването на тежкия водород – деутерий, използван за получаването на тежка вода, както и като индикатор на биохимичните реакции в живите тъкани“. |
| 1935   | Фредерик Жолио-Кюри и Ирен Жолио-Кюри | „За техния синтез на нови радиоактивни елементи“. |
| 1936   | Петер Дебай                           | „За приноса му в разгадаването на молекулната структура в хода на изследванията на диполния момент и дифракциите на рентгенови лъчи и електрони в газ“. |
| 1937   | Уолтър Хауърт                         | „За изследванията върху въглехидратите и витамин C“. |
| 1937   | Паул Карер                            | „За изследването на каротиноидите и флавините, а също и за изучаването на витамините А и В2“.                                                           |
| 1938   | Рихард Кун                            | „В знак на признание за трудовете му върху каротиноидите и витамините“.                                                                                 |
| 1939   | Адолф Бутенант                        | „За работата му върху половите хормони“. |
| 1939   | Леополд Ружичка                       | „За работата му върху полиметилените и висшите терпени“.                                                                                                |

### 1940 – 1949
| Година | Име                                 | Тема |
| ------ | ----------------------------------- | --- |
| 1940   | Не се присъжда награда.             | Не се присъжда награда. |
| 1941   | Не се присъжда награда.             | Не се присъжда награда. |
| 1942   | Не се присъжда награда.             | Не се присъжда награда. |
| 1943   | Георг фон Хевеши                    | „За работата му по използването на изотопи като индикатори в изучаването на химичните процеси“.                                                                |
| 1944   | Ото Хан                             | „За това, че открива разпадането на тежките ядра“. |
| 1945   | Артури Виртанен                     | „За неговите изследвания и научни достижения в областта на селското стопанство и химията на хранителните вещества, и най-вече метода за консервация на фураж“. |
| 1946   | Джеймс Съмнър                       | „За откриване на явлението ензимна кристализация“. |
| 1946   | Джон Хауърд Нортроп и Уендъл Стенли | „За получаването на вирусни белтъци в чист вид“. |
| 1947   | Робърт Робинсън                     | „За изследването на растителните продукти – и особено на алкалоидите“.                                                                                         |
| 1948   | Арне Тиселиус                       | „За изследването на електрофорезата и адсорбционния анализ, и най-вече за неговото окритие, свързано с комплексната природа на белтъците в кръвната плазма“.   |
| 1949   | Уилям Джиок                         | „За приноса му в химичната термодинамика, особено в тази нейна област, която изучава поведението на веществата при екстремно ниски температури“.               |

### 1950 – 1959
| Година | Име                               | Тема |
| ------ | --------------------------------- | --- |
| 1950   | Ото Дилс и Курт Алдер             | „За откриването на диеновия синтез (реакция на Дилс-Алдер)“.                                                        |
| 1951   | Едуин Макмилан и Глен Сийбърг     | „За техните открития в областта на химията на трансурановите елементи“.                                             |
| 1952   | Арчър Мартин и Ричард Синг        | „За откриването на метода разпределителна хроматография“.                                                           |
| 1953   | Херман Щаудингер                  | „За изследванията в областта на химията на високомолекулните съединения“.                                           |
| 1954   | Лайнъс Полинг                     | „За изследването природата на химичната връзка и нейното приложение за определянето структурата на съединенията“.   |
| 1955   | Винсент дю Виньо                  | „За работата му с биологично-активни съединения и преди всичко за първия осъществен синтез на полипептиден хормон“. |
| 1956   | Сирил Хиншълуд и Николай Семьонов | „За изследването механизма на химичната реакция“.                                                                   |
| 1957   | Александър Тод                    | „За работата му върху нуклеотидите и нуклуотидните коензими“.                                                       |
| 1958   | Фредерик Сангър                   | „За определянето структурата на белтъците и особено на инсулина“.                                                   |
| 1959   | Ярослав Хейровски                 | „За откриването и развитието на полярографските методи на анализ“.                                                  |

### 1960 – 1969
| Година | Име                          | Тема |
| ------ | ---------------------------- | --- |
| 1960   | Уилърд Либи                  | „За въвеждането на метода за радиовъглеродно датиране в археологията, геологията, геофизиката, както и в други научни области“.                 |
| 1961   | Мелвин Калвин                | „За изследване усвояването на въглероден диоксид от растенията“.                                                                                |
| 1962   | Макс Перуц и Джон Кендрю     | „За изследване структурата на глобуларните белтъци“.                                                                                            |
| 1963   | Карл Циглер и Джулио Ната    | „За откриване на изотактния полипропилен“. |
| 1964   | Дороти Кроуфут Ходжкин       | „За определяне структурата на биологично активни вещества с помощта на рентгенови лъчи“.                                                        |
| 1965   | Робърт Бърнс Удуърд          | „За огромния принос в изкуството на органичния синтез“.                                                                                         |
| 1966   | Робърт Мъликен               | „За фундаменталния му труд върху химичните връзки и електронната структура на молекулите, проведена с помощта на ММО“.                          |
| 1967   | Манфред Айген                | „За изследването на свръхбързи химични реакции, стимулирани чрез нарушаване на равновесието с кратки енергийни импулси“.                        |
| 1967   | Роналд Нориш и Джордж Портър | „За проведеното от тях изследване на свръхбързи химични реакции, с помощта на смущение в молекулното равновесие чрез множество кратки импулси“. |
| 1968   | Ларс Онсагер                 | „За откриване принципа на реципрочност в необратимите процеси, имащ съществено значение за термодинамиката на тези процеси“.                    |
| 1969   | Дерек Бартън и Од Хасъл      | „За техния принос в развитието на конформационната концепция и нейното приложение в химията“.                                                   |

### 1970 – 1979
| Година | Име                                | Тема |
| ------ | ---------------------------------- | --- |
| 1970   | Луи Лелоар                         | „За откриване на първия захарен нуклеотид и изследването на неговата функция да се превръща в захар и в биосинтезата на сложни въглехидрати“. |
| 1971   | Герхард Херцберг                   | „За неговия принос в разгадаването на електронната структура и строеж на молекулите и особено на свободните радикали“.                        |
| 1972   | Кристиан Анфинсен                  | „За работата му по изследването на рибонуклеазата“.                                                                                           |
| 1972   | Станфорд Мур и Уилям Стайн         | „За приноса им в изясняването на връзката между химичната структура и каталитичното действие на активния център в рибонуклеазната молекула“.  |
| 1973   | Ернст Ото Фишер и Джефри Уилкинсън | „За новаторската им работа в областта на химията на органометалните съединения“.                                                              |
| 1974   | Пол Флори                          | „За фундаменталните достижения в теорията и практиката на макромолекулната физикохимия“.                                                      |
| 1975   | Джон Корнфорт                      | „За изследване стереохимията на ензимно катализираните реакции“.                                                                              |
| 1975   | Владимир Прелог                    | „За изследванията му в областта на стереохимията на органичните молекули и реакции“.                                                          |
| 1976   | Уилям Липскъм                      | „За неговото изследване структурата на бораните, изясняващо проблемите на химичната връзка“.                                                  |
| 1977   | Иля Пригожин                       | „За приноси в неравновесната термодинамика и по-специално за теорията на дисипативните структури“.                                            |
| 1978   | Питър Мичъл                        | „За приноса му в разгадаването на процесите с пренос на биологична енергия, извършено благодарение на неговата хемиосмотична теория“.         |
| 1979   | Хърбърт Браун и Георг Витиг        | „За разработката на нови методи за органичния синтез на сложни бор- и фосфорсъдържащи съединения“.                                            |

### 1980 – 1989
| Година | Име                                             | Тема |
| ------ | ----------------------------------------------- | --- |
| 1980   | Пол Бърг                                        | „За фундаменталните изследвания на биохимичните свойства на нуклеиновите киселини, в частност рекомбинантните ДНК“.                               |
| 1980   | Уолтър Гилбърт и Фредерик Сангър                | „За приноса им в определянето последователността на базите в нуклеиновите киселини“.                                                              |
| 1981   | Кеничи Фукуи и Роалд Хофман                     | „За разработването на теорията за протичането на химичните реакции“.                                                                              |
| 1982   | Аарон Клуг                                      | „За разработването на метода на кристалографската електронна микроскопия и изясняването структурата на комплексите нуклеинова киселина – белтък“. |
| 1983   | Хенри Таубе                                     | „За изучаване механизма на реакциите с пренос на електрон, особено при комплексите с метали“.                                                     |
| 1984   | Робърт Мерифийлд                                | „За предложената методология за химичен синтез на пептиди върху твърдофазни матрици“.                                                             |
| 1985   | Хърбърт Хауптман и Джеръм Карл                  | „За техните отличителни достижения в разработването на директен метод за разшифроване на кристалните структури“.                                  |
| 1986   | Дъдли Хършбак, Ли Юан Цъ и Джон Полани          | „За приноса им в изучаването на динамиката на елементарните химични процеси“.                                                                     |
| 1987   | Доналд Крам, Жан-Мари Лен и Чарлз Педерсън      | „За разработването и прилагането на молекули със структурно-специфични взаимодействия с висока избирателност (технология домакин-гост)“.          |
| 1988   | Йохан Дайзенхофер, Роберт Хубер и Хартмут Михел | „За определянето на тримерната структура на реакционния център при фотосинтезата“.                                                                |
| 1989   | Сидни Олтман и Томас Чек                        | „За откриване на каталитичните свойства на РНК“.                                                                                                  |

### 1990 – 1999
| Година | Име                                         | Тема |
| ------ | ------------------------------------------- | --- |
| 1990   | Елайъс Кори                                 | „За развитието на теорията и методологията на органичния синтез“.                                                                                              |
| 1991   | Рихард Ернст                                | „За приноса му в развитието на методите за ЯМР с висока разделителна способност“.                                                                              |
| 1992   | Рудолф Маркъс                               | „За приноса му в теорията на реакциите с пренос на електрони в химичните системи“.                                                                             |
| 1993   | Кари Мълис                                  | „За откриването на метода на полимеразната верижна реакция“.                                                                                                   |
| 1993   | Майкъл Смит                                 | „За фундаменталния му принос в създаването на метода на насочената мутагенеза, основан на олигонуклеотидите, и неговото използване за изучаване на белтъците“. |
| 1994   | Джордж Ола                                  | „За приноса му в химията на карбокатионите“. |
| 1995   | Паул Крутцен, Марио Молина и Шерууд Роуланд | „За работата им в областта на химията на атмосферата и по-специално за изучаването на образуването и разлагането на озона“.                                    |
| 1996   | Робърт Кърл, Харолд Крото и Ричард Смоли    | „За откриването на фулерените“. |
| 1997   | Пол Бойер и Джон Уокър                      | „За изясняването на механизма на ензимния процес, лежащ в основата на синтеза на аденозинтрифосфата (АТФ)“.                                                    |
| 1997   | Йенс Скоу                                   | „За откриването на първия йонно-транспортен ензим: натриево-калиева-аденозинтрифосфатаза (натриево-калиева помпа)“.                                            |
| 1998   | Валтер Кон                                  | „За развитието на теорията на функционала на плътността“. |
| 1998   | Джон Поупъл                                 | „За развитието на изчислителни методи в квантовата химия“. |
| 1999   | Ахмед Зеуаил                                | „За изследванията му върху преходните състояния на химичните реакции, използвайки фемтосекундна спектроскопия“.                                                |

### 2000 – 2009
| Година | Име                                             | Тема |
| ------ | ----------------------------------------------- | --- |
| 2000   | Алан Хийгър, Алан Макдайърмид и Хидеки Ширакава | „За откриването проводимостта на полимерите“. |
| 2001   | Уилям Ноулс, Рьоджи Нойори и Карл Бари Шарплес  | „За приложимите във фармацевтичната промишленост изследвания – създаването на хирално-катализарани реакции на окисление и хидрогениране“.                                                      |
| 2002   | Джон Фен и Коичи Танака                         | „За разработването на методи за идентификация и структурен анали на биологични макромолекули и в частност на разработката на методи за мас-спектроскопски анализ на биологични макромолекули“. |
| 2002   | Курт Вютрих                                     | „За употребата на ЯМР-спектроскопия за определянето на триизмерните структури на биологичните макромолекули в разтвор“.                                                                        |
| 2003   | Питър Агре                                      | „За откриването на канали в клетъчните мембрани“ |
| 2003   | Родерик Маккинън                                | „За изучаването структурата и механизма на каналите в клетъчните мембрани“. |
| 2004   | Аарон Цихановер, Аврам Хершко и Ъруин Роуз      | „За откриването на убиквитин-зависимото разграждане на белтъци“. |
| 2005   | Робърт Гръбс, Ричард Шрок и Ив Шовен            | „За приноса в развитието на метода на метатезиса в органичния синтез“. |
| 2006   | Роджър Корнбърг                                 | „За изследването на механизма, по който клетките копират генетична информация“. |
| 2007   | Герхард Ертъл                                   | „За изследвания на химичните процеси на твърди повърхности“. |
| 2008   | Осаму Шимомура, Мартин Чалфи, Роджър Циен       | „За откритието и разработката на зеления флуоресцентен белтък (GFP)“. |
| 2009   | Венкатраман Рамакришнан, Томас Щайц, Ада Йонат  | „За изследванията на структурата и функциите на рибозомите“. |

### 2010 – 2019
| Година | Име                                        | Тема |
| ------ | ------------------------------------------ | --- |
| 2010   | Ричард Хек, Еичи Негиши и Акира Сузуки     | |
| 2011   | Дан Шехтман                                | |
| 2012   | Робърт Лефковиц, Брайън Кобилка            | |
| 2013   | Мартин Карплус Майкъл Левит Ари Варшел     | „За разработването на многомащабни модели за комплексни химични системи“                                                     |
| 2014   | Ерик Бециг Щефан Хел Уилям Мьорнър         | „За разработването на флуоресцентна микроскопия със свръхвисока разделителна способност“                                     |
| 2015   | Томас Линдал Пол Модрич Азиз Санджар       | „За изследванията на механизма на възстановяване на ДНК“                                                                     |
| 2016   | Жан-Пиер Соваж Фрейзър Стодарт Бен Феринга | „За разработването и синтеза на молекулярни машини“                                                                          |
| 2017   | Жак Дюбоше Йоахим Франк Ричард Хендерсън   | „За разработването на криоелектронната микроскопия за високорезолюционно определяне на структурата на биомолекули в разтвор“ |
| 2018   | Франсис Арнолд                             | „За насочената еволюция на ензимите“                                                                                         |
| 2018   | Джордж Смит Грег Уинтър                    | „За фаговия дисплей на пептиди и антитела“                                                                                   |
| 2019   | Джон Гудинаф Стенли Уитингам Акира Йошино  | „За разработването на литиево-йонните батерии“                                                                               |

### 2020 – 2029
| Година | Име                                             | Тема |
| ------ | ----------------------------------------------- | --- |
| 2020   | Еманюел Шарпантие Дженифър Даудна               | „за разработването на метод CRISPR (на английски: clustered regularly interspaced short palindromic repeats) за редактиране на генома“ |
| 2021   | Бенямин Лист Дейвид Макмилан                    | „за разработването на асиметрична органокатализа“                                                                                      |
| 2022   | Керълин Бъртози Мортен Мелдал Карл Бари Шарплес | „за разработването на клик химията и биоортогоналната химия“                                                                           |
| 2023   | Мунги Бауенди Луис Брус Алексей Екимов          | „за откриването и синтеза на квантовите точки“                                                                                         |
| 2024   | Дейвид Бейкър                                   | „за изчислителния дизайн на протеини“                                                                                                  |
| 2024   | Демис Хасабис Джон Джъмпър                      | „за предсказване на структурата на протеини“                                                                                           |